# Ea (Biscaia)
Ea és un municipi de Biscaia, a la comarca de Lea-Artibai
El riu Lea forma una estreta ria en la seva desembocadura, en la qual es troba encaixonada la localitat, amb les cases alineades en estrets carrers paral·leles al riu i un petit i antic pont que salva la llera. La petita platja i l'abric de pescadors queden protegits en el fons de la ria, quedant sense aigua durant la marea baixa.
Es és el municipi d'Espanya que s'escriu amb menys lletres, i un dels tres municipis estatals que no té consonants. Els altres dos són Aia, a Guipúscoa, i Oia, a Pontevedra.

## Història
El poble d'Ea neix en el segle xvi quan pescadors dels llogarets veïns d'Ereño, Bedarona i Natxitua, estableixen un assentament permanent de pescadors en el port natural que forma la ria d'Ea. Fins al segle xix Ea no va tenir entitat municipal pròpia. La ria dividia el poble en dues parts, una d'elles pertanyia a l'anteiglesia de Bedarona i l'altra meitat a l'anteiglesia de Natxitua. Aquesta és la raó que Ea posseeixi dues esglésies parroquials, una a cada costat del riu i separades únicament per un pont. En el segle xix el port de Ea superava en puixança i població a les dues anteiglesias a les quals pertanyia. Per això els municipis de Bedaroa i Natxitua van ser fusionats en un nou municipi de nom Ea i amb capitalitat en el port de Ea. A partir de llavors, la truita es va girar, i Natxitua i Bedarona van passar a ser barris rurals d'Ea.

## Personatges
- Karmelo Landa, polític de Batasuna